# Lele Vianello
Raffaele (Lele) Vianello (Venezia, 7 settembre 1951) è un fumettista, illustratore e umorista italiano.

## Biografia
Lele Vianello nasce a Venezia il 7 settembre 1951. Da sempre appassionato di fumetti ama disegnare e studia attentamente gli autori preferiti da cui prende ispirazione. Il fumetto italiano dell'epoca (si pensi a Tex) non lo coinvolge particolarmente e si trova a studiare con più attenzione gli autori americani (Uomo mascherato e simili) e ad imitarne lo stile.
Dopo aver conseguito il diploma di Disegnatore Tecnico, grazie ad un'amica comune, stringe amicizia con Hugo Pratt, che scopre essere suo vicino di casa, dal quale assorbe la tecnica e lo stile. Pratt riesce a cogliere le capacità dell'autore; è colpito dal taglio cinematografico che Vianello sa dare alle vignette ed alle tavole, anche se lo stile è ancora acerbo, e gli dà una serie di utili consigli su come crescere e migliorare. Vianello si presenta più volte dal maestro a distanza di mesi fino a quando Pratt vedendo i suoi ultimi lavori gli fa capire che è finalmente pronto per la pubblicazione, tanto che lo stesso Pratt gli affida la collaborazione grafica delle sue opere.
L'autore quindi si presenta alla redazione de il Mago, rivista di fumetti d'autore ed inizia a collaborare con la testata. Tra gli altri periodici su cui pubblica agli inizi della carriera: Help, Simbad e il settimanale Venezia 7. Per queste riviste realizza prevalentemente fumetti di fantascienza.
La collaborazione con Hugo Pratt avverrà solo in un secondo momento e sarà lo stesso Pratt a contattare Vianello in un momento di bisogno per farsi aiutare negli ultimi ritocchi ad alcune tavole. Vianello aiuterà più volte Pratt fino a quando la collaborazione fra i due diventerà stabile e la presenza dell'autore nelle tavole di Pratt sarà sempre più incisiva.
Vianello affiancherà Pratt nel lavoro nell'arco di tutta la sua produzione, insieme all'altro grande amico/collaboratore di Pratt, Guido Fuga. Ma mentre Fuga aiutava Pratt nella realizzazione degli elementi più tecnici (automezzi, navi, treni e simili che Pratt non amava disegnare), Vianello d'altro canto lo affianca nella realizzazione dell'intera tavola (o meglio delle strisce visto che Pratt era solito lavorare organizzandosi il lavoro in strisce orizzontali) ed in effetti la vicinanza di tratto, stile e taglio delle vignette tra i due non può passare certo inosservata. Esempi di forte collaborazione tra Vianello e Pratt si hanno, tra gli altri, in Cato Zulu e in Mu (l'ultima avventura di Corto Maltese).
Questa stretta collaborazione con Pratt non lascia molto tempo a Vianello per dedicarsi ad altro e questo porterà l'autore a curare di meno opere più strettamente personali; proprio per questo che Lele Vianello non può vantare un gran numero di personaggi propri. Ad ogni modo l'autore ha realizzato racconti e creato personaggi per alcune delle più importanti riviste di fumetti pubblicate in Italia, riviste del calibro di Corto Maltese, Il Grifo e Comic Art.
Nel 1980 realizza 170 tavole di una storia a fumetti su Venezia scritta da Umberto Franzoi, direttore dei Musei del Palazzo Ducale. Nel 1986 disegna per Corto Maltese la serie a fumetti Il Millantatore, pubblicata in Francia nel volume Le Fanfaron e Dick Turpin (versione romanzata di un brigante di strada realmente esistito); su Il Grifo invece adatta a fumetti alcune storie tratte da Jack London (vengono inoltre riprese le storie del Millantatore e di Dick Turpin).
L'autore ha pubblicato anche storie brevi in Italia e all'estero come il brevissimo racconto Neve pubblicato originariamente in Francia e riproposto in Italia dalla neonata rivista Talkink. Ma i suoi lavori non si limitano al mondo del fumetto, Lele Vianello realizza anche disegni ed illustrazioni fuori dall'ambito fumettistico.
Nel 1997 ha pubblicato con Guido Fuga Corto Sconto, una guida alternativa su Venezia, per la quale gli autori vincono il premio Franco Fossati.
Nel 2000 ha collaborato con la rivista nautica Bolina in cui ha creato un nuovo personaggio, Matko. La sua seconda guida legata sempre alla sua terra è del 2002 e si intitola Navigar in laguna, dove la storia ufficiale si lega con le fiabe e le leggende che ancora vivono a Venezia. Nel 2005 ha illustrato cinque avventure sull'aviazione, legate in modo diverso a Venezia, edite dall'Aeronautica Militare Italiana e raccolte nel volume Le ali del Leone. Nel 2007 esce Marco Polo. Testimonianze d'un viaggio straordinario, dove non è il viaggiatore veneziano a raccontarci le sue avventure, bensì alcuni personaggi che furono testimoni del suo passaggio: si delinea così la biografia di un Corto Maltese di otto secoli fa che raccoglie intorno a sé quelle suggestioni e quegli scenari tanto cari a Hugo Pratt.
A Lanciano è stato premiato con Targa d'Argento nel 2001.
Nel 2010 torna in coppia con Guido Fuga con il libro a fumetti Cubana, il sequel del celebre L'Uomo dei Caraibi di Hugo Pratt, dove Sven cambia nome e diventa Capitan Cudd. Il libro è edito dalla casa editrice Edizioni Voilier e viene presentato in anteprima nel corso di Fullcomics & Games, a Sarzana. Nel novembre del 2010 è uscito il volume a fumetti L'ultimo avamposto della frontiera con i testi e la sceneggiatura di Carlo Bazan, edito dalla Spazio Corto Maltese Edizioni, seguiti, nel 2011, da Sentiero di guerra e Attacco a Fort William Henry, pubblicati da Segni d'Autore. Nello stesso anno pubblica anche Garibaldi eroe di fatto, biografia a fumetti di Giuseppe Garibaldi, pubblicata dagli Editori del Grifo.
Nel 2012 esce Il grande Nord. Il libro è una raccolta di storie a fumetti di ambientazione nordamericana, ispirate ai racconti di Jack London, per la casa editrice Edizioni Segni d'Autore. Nel novembre del 2012 esce Argentina atteso seguito di Cubana, pubblicato da Edizioni Segni d'Autore in occasione di Lucca Comics and Games 2012. Per lo stesso editore pubblica Le Fanfaron, dove compare un giovane Corto Maltese, e il portfolio Soldatini di Carta, presentanti entrambi alla manifestazione lucchese.
Per Davide Livieri ha illustrato i libri Immagini tra le nuvole e Gondola - Magia sull'acqua.
Nel 2014 vince il Romics d'oro e presenta per l'occasione una mostra di tavole originali e acquerelli inediti.
Risiede e lavora nel borgo di Malamocco, nel Lido di Venezia.

## Opere a fumetti pubblicate

### Fumetti con soggetto/sceneggiatura di altri autori
- 1980: Venezia una singolare avventura (di Umberto Franzoi)
- 2010: Deerfield 1704: L'Ultimo Avamposto della Frontiera (di Carlo Bazan)
- 2011: Sentiero di Guerra (di Carlo Bazan)
- 2011: Attacco a Fort William Henry (di Carlo Bazan)
- 2012: Ali Eroiche (di Franco Ressa)
- 2014: Madama Butterfly (di Franco Ressa)
- 2022: L'ange exterminateur (di François Corteggiani)

### Fumetti in collaborazione con altri autori
- 2005: Le Ali del Leone (con Guido Fuga e Gregory Alegi)
- 2010: Cubana (con Guido Fuga)

### Lavori autonomi
- 2006: Il Millantatore
- 2011: Garibaldi, Eroe di fatto
- 2012: Il Grande Nord
- 2012: Argentina
- 2013: Ladri, Maschere e Lune Turche
- 2014: Dick Turpin
- 2014: Le Fanfaron
- 2015: Sertao
- 2015: Vent'anni dopo, omaggio a Pratt
- 2017: Adriatica
- 2018: Isole Lontane
- 2020: Hispaniola
- 2023: Mongolia
- 2024: L'oro del demone

### Libri illustrati di altri autori
- 2015: L'anello di zinco di Mauro Mercuri

### Portfoli
- 2011 Deerfield
- 2012 Cubana
- 2014 Soldatini di Carta

## Curiosità
Sul settimanale L'Espresso, il 14 gennaio 2011, è uscito l'articolo Sulle Orme di Corto Maltese (v. p. 111) scritto da Oscar Cosulich, sul volume a fumetti Deerfield 1704 - L'Ultimo Avamposto della Frontiera.
Nel 2011 Lele Vianello partecipa al film L'ultimo corsaro in cui interpreta se stesso. Il film è stato diretto da Piero Fontana, sceneggiatore tra l'altro del corto Hotel Courbet di Tinto Brass, ed è stato selezionato per partecipare al Venice Film Meeting 2011, una rassegna collaterale della Mostra del Cinema di Venezia.
Sempre nel 2011 illustra per il regista Claudio Jankowski la locandina dello spettacolo Il convivio ispirato al personaggio di Don Giovanni.